# Joey Belladonna

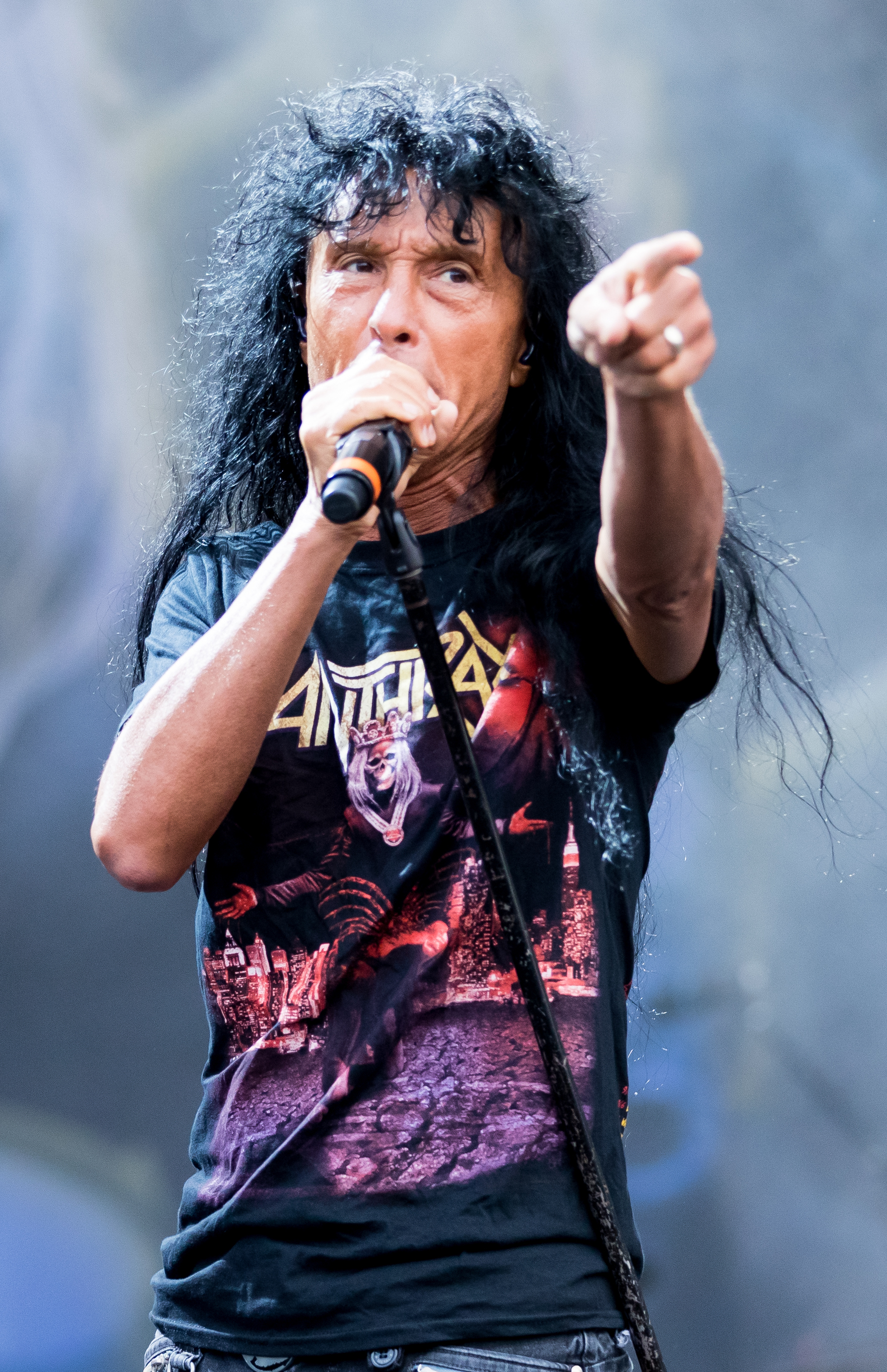
Joey Belladonna beim Wacken Open Air 2019

Joey Belladonna (* 13. Oktober 1960 in Oswego, New York als Joseph Bellardini) ist ein US-amerikanischer Rockmusiker. Er ist hauptsächlich als Leadsänger der Thrash-Metal-Band Anthrax bekannt.

## Biografie
Aufgewachsen im Bundesstaat New York verdingte sich Belladonna bei diversen Coverbands und der Demo-Band Bible Black seine ersten Sporen als Sänger. Sein Gesang wurde oft mit dem von Steve Perry von Journey verglichen.
Joey Belladonna ersetzte 1984 Neil Turbin als Sänger bei Anthrax. Seine erste Veröffentlichung mit dieser Band war die Armed & Dangerous-EP. Insgesamt sang er mit der Band vier vollwertige Alben und diverse Kompilationen, EPs und Singles ein. Es handelte sich um die für Anthrax kommerziell erfolgreichste und bekannteste Phase der Band. Neben seinem typischen, bekannten Gesangsstil experimentierte er auch mit Sprechgesang, wie bei Bring the Noise, der Kollaboration mit Public Enemy, und bei Startin’ Up a Posse. Während dieser Zeit spielte er außerdem im Film Pledge Night mit.
In den 1990ern musste Belladonna die Band verlassen und wurde durch John Bush von Armored Saint ersetzt. Die Band wollte in eine andere Richtung gehen und sah mit dem stimmlich limitierten Belladonna keine Chance dies wahrzunehmen.
Belladonna gründete dann eine Band unter seinem eigenen Namen. Nach mehreren Line-up-Wechseln wurde zusammen mit Gitarrist Darin Scott, Bassist Joe Andrews und Schlagzeuger Scott Schroeter sein Solo-Debüt Belladonna eingespielt. Das belgische Label Mausoleum Records veröffentlichte es 1995. Im Vorprogramm von Motörhead tourte die Band durch die USA.
Mit dem neuen Line-up Peter Scheithauser (ex-Killing Machine), Bassist Fleisch (später in Silent Force) und Schlagzeuger Stet Howland (ehemals W.A.S.P.) sollte das Zweitwerk Spells of Fear entstehen, jedoch musste die Plattenfirma während der Aufnahmen Konkurs anmelden. Die Band zerbrach wieder, dennoch wurde das Album 1999 auf dem Label Derock veröffentlicht, wenngleich ein falsches Line-up angegeben wurde.
2003 entstand mit Matt Zuber (Bass und Gitarre) das Album 03, welches das bis dato letzte Belladonna-Album darstellen sollte. Belladonna nahm auch die Schlagzeugspuren auf.
2004 kam es überraschend zu einer Anthrax-Reunion in der erfolgreichen Besetzung Ian, Bello, Spitz und Belladonna. Die Liveshows wurden ein großer Erfolg, waren aber nicht auf Dauer angelegt. Es gab zwar Pläne, dass Belladonna wieder fester Sänger bei Anthrax werden sollte, doch kehrte er 2006 zu seinem Soloprojekt zurück. Die zwei Kompilationen Artifacts 1 (2005) und Artifacts 2 (2006) versammelten nochmal verschiedene Belladonna-Sessions von 1993 mit Paul Crook an der Gitarre, Paul Mocci am Bass und Jeff Tortara am Schlagzeug.
Seit Mai 2010 gehört Belladonna wieder zum offiziellen Line-up von Anthrax. Zudem ging er im Dezember 2013 mit dem Magnum Opum Rockestra unter Leitung von  Marcel Heijnen auf eine spezielle Christmas Metal Symphony Tour. Es handelte sich hierbei um ein 32-Personen Orchester. Andere Sänger dieses Projekts waren Udo Dirkschneider, Michael Kiske, Chuck Billy, Joacim Cans und Floor Jansen.

## Diskografie

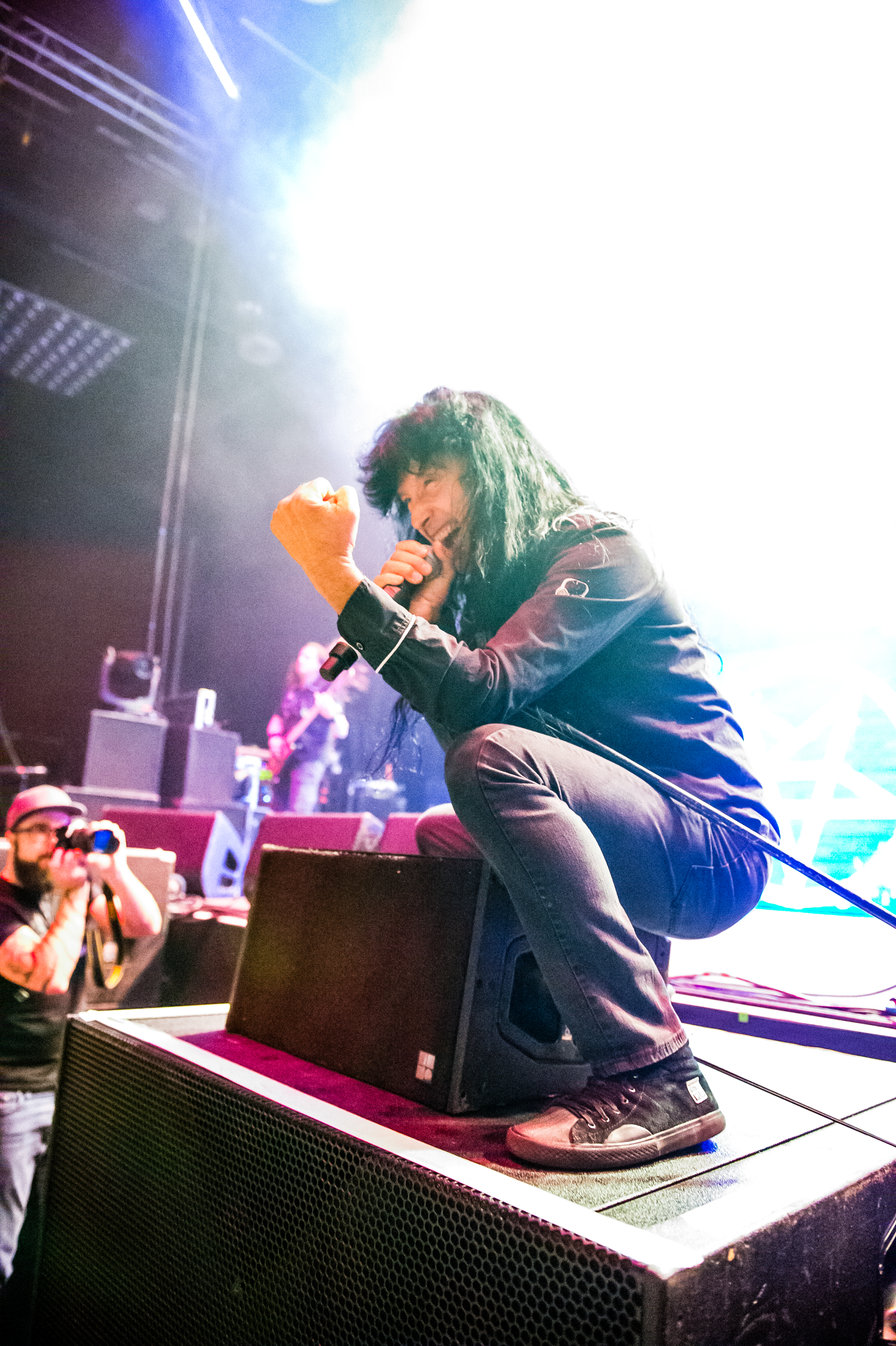
Joey Belladonna, 2015

Studioalben mit Anthrax
- 1985: Spreading the Disease
- 1987: Among the Living
- 1988: State of Euphoria
- 1990: Persistence of Time
- 1991: Attack of the Killer B's
- 2011: Worship Music
- 2016: For All Kings

Soloalben
- 1995: Belladonna
- 1999: Spells of Fear
- 2003: 03
- 2005: Artifacts 1
- 2006: Artifacts 2
- 2010: Deadly Night Shade